# Юинг, Элла
Элла Кейт Юинг (англ. Ella Kate Ewing, 9 марта 1872 — 10 января 1913) — жительница штата Миссури, самая высокая женщина в мире в свою эпоху. Выступала на цирковых аттракционах под именем «Гигантесса из Миссури».

## Биография
Родилась в Ла-Гранже, штат Миссури, единственный ребенок Бенджамина Ф. и Анны Элизы (Херринг) Юинг. В младенчестве вместе с семьей переехала в небольшую общину в Скотленде в Рейнбоу, к юго-востоку от Горина, штат Миссури. До 7 лет не проявляла признаков гигантизма и росла как обычный ребенок. В 14 лет достигла роста 208 см (6 футов 10 дюймов) и переросла не только других детей, но также собственных родителей и других взрослых. Жители Рейнбоу и Горина, привыкшие к девочке, относились к ней с жалостью. Однако в 1885 году Юинг впервые столкнулась с жестокостью реального мира. Юинг попросили зачитать Декларацию независимости на праздновании 4 июля в Вайконде, штат Миссури. Увидя девочку, публика отреагировала шокированными вздохами, хихиканьем и смехом. Девочку увели в слезах, этот инцидент окажет глубокое влияние на ее дальнейшую жизнь.
Максимальный рост Юинг является предметом споров, но некоторые источники утверждают, что он превышал 8 футов (243,84 см). В дневнике ее матери указано, что рост Эллы прекратился в 22 года на отметке 8 футов 4 дюйма (254 см). Официально ее рост не был задокументирован, из-за чего в Книге рекордов Гиннесса Элла не зафиксирована как рекордсмен, однако в книге указано, что ее рост достигает 7 футов 4 с половиной дюйма (224,79 см), и на время смерти, возможно, был 8 футов 3/4 дюйма (245,745 см). Как и у многих людей с гипофизарным гигантизмом, руки Эллы были большой длины, кисти и стопы были исключительно большими. Она носила изготовленную на заказ обувь 24 размера (размеры США), на пальцы часто надевала по нескольку колец, чтобы скрыть их необычайную длину.

## Цирковая карьера
Поначалу Элле не нравилось, когда на нее пялились, но потом, приняв неизбежное, она решила извлекать выгоду из своего роста и согласилась выступать и гастролировать. Будучи баптистской веры, она не выходила по воскресеньям. Одно время Цирк братьев Ринглинг, Барнума и Бейли представлял ее как самую высокую женщину на Земле. Ее цирковая карьера началась в 20 лет, когда Льюис Эпштейн, владелец музея и импресарио из Чикаго, предложил Элле 1000 долларов за 27 дней работы на него в качестве экспоната музея. По контракту родителям Эллы разрешили сопровождать ее, так что семья считала это чем-то вроде оплачиваемого отпуска, посещая достопримечательности Ветреного города, пока Эллы была свободна. Вскоре после возвращения домой в Горин Льюис Эпштейн сделал еще большее предложение — 5-месячный контракт на ошеломляющие тогда 5000 долларов. Убедив своего нерешительного отца, что это больше денег, чем он мог бы заработать за пять лет тяжелой работы на ферме, Элла согласилась и уже навсегда связала жизнь с работой в музее и цирке.
Умерла от туберкулеза. Похоронена в церкви Harmony Grove недалеко от родного города Горин.
В округе Скотленд, штат Миссури, находится рыбацкое «Водохранилище Эллы Юинг». В ее честь был назван фестиваль искусств в Мемфисе, штат Миссури.